# エウリディケ (小惑星)
エウリディケ (75 Eurydike) は、小惑星帯に位置する小惑星の一つ。M型小惑星に属し、アルベドが比較的高く、ニッケルや鉄に富んでいると推定される。1862年9月22日にアメリカ合衆国の天文学者、クリスチャン・H・F・ピーターズ (Christian Heinrich Friedrich Peters) により、ニューヨーク州オナイダ郡クリントンで発見された。
ギリシア神話のオルペウスの妻エウリュディケーにちなみ命名された。